# Les Cavaliers de l'enfer
Pour plus de détails, voir Fiche technique et Distribution.
Les Cavaliers de l'enfer (titre original : Posse from Hell) est un film américain de Herbert Coleman sorti en 1961.

## Synopsis
Quatre hors-la-loi évadés de prison arrivent de nuit dans la tranquille petite bourgade de Paradise, Arizona. Ils sont commandés par l’impitoyable Crip (Vic Morrow) qui n’hésite pas à assassiner les habitants de sang-froid afin d’instaurer la terreur, espérant ainsi se faire obéir au doigt et à l’oeil. Après quatre assassinats dont celui du shérif, les dangereux bandits prennent la fuite non sans avoir dévalisé la banque et pris en otage Helen Caldwell (Zohra Lampert), une jeune femme qu’ils violent et laissent pour morte dans un coin désertique. Les notables de la ville font appel à un ex-associé de l’homme de loi décédé, le tireur d’élite Banner Cole (Audie Murphy), pour organiser une expédition punitive et récupérer la jeune femme ainsi que l’argent de la banque. Mais la cruauté inaccoutumée des hors-la-loi fait que peu sont prêts à prendre de tels risques. Banner ne trouvera que six citoyens pour le suivre dont Seymour Kern (John Saxon), un jeune employé de banque qui ne supporte pas la violence de l’Ouest, l’ex-soldat Jeremiah Brown (Robert Keith), la tête brûlée Jock Wiley (Paul Carr) ou l’honnête Indien Johnny Caddo (Rodolfo Acosta). Ils retrouvent rapidement Helen, traumatisée par le viol ; mais le chemin est encore long et semé d’embûches. Peu en sortiront indemnes[réf. incomplète].

## Fiche technique
- Titre original : Posse from Hell
- Réalisation : Herbert Coleman (de)
- Scénario : Clair Huffaker d'après son roman
- Directeur de la photographie : Clifford Stine
- Montage : Frederic Knudtson
- Production : Gordon Kay
- Genre : Western
- Pays de production :  États-Unis
- Durée : 89 minutes (1 h 29)
- Dates de sortie :
  - États-Unis : 1er mai 1961
  - France : 9 août 1961
- Affiche : Constantin Belinsky (France)

## Distribution
- Audie Murphy (VF : Jacques Thébault) : Banner Cole
- John Saxon (VF : Robert Willar) : Seymour Kern
- Zohra Lampert (VF : Nathalie Nattier) : Helen Caldwell
- Vic Morrow (VF : Philippe Dumat) : Crip
- Robert Keith (VF : Lucien Bryonne) : Capitaine Jeremiah Brown
- Rudolph Acosta (VF : Roger Rudel) : Johnny Caddo
- Royal Dano (VF : Claude D'Yd) : Oncle Billy
- Frank Overton (VF : Claude Bertrand) : Burt Hogan
- James Bell (VF : Pierre Leproux) : Benson
- Paul Carr : Jock (Jack en VF) Wiley
- Ward Ramsey : Marshal Isaac Webb
- Lee Van Cleef : Leo
- Ray Teal (VF : René Blancard) : le banquier
- Forrest Lewis (VF : Gérard Férat) : Dr Wells
- Charles Horvath : Hash
- Ralph Moody (VF : Georges Hubert) : Henry, le palefrenier
- Steve Darrell (VF : Jean Clarieux) : Cal, un rancher survivant
- Stuart Randall (VF : Raymond Loyer) : Luke Gorman
- Henry Wills (VF : Albert Augier) : Chunk
- Don C. Harvey (VF : Jacques Beauchey) : Jones, un conseiller municipal
- Carol Thurston (non créditée) : Mme Hutchins